# Baum-Zwergmispel
Die Baum-Zwergmispel (Cotoneaster frigidus) ist ein bis zu 10 Meter hoher Strauch oder Baum mit hellroten Früchten aus der Gruppe der Kernobstgewächse (Pyrinae). Das natürliche Verbreitungsgebiet der Art liegt im Himalaya-Gebiet in Asien. Sie wird manchmal als Zierpflanze verwendet.

## Beschreibung

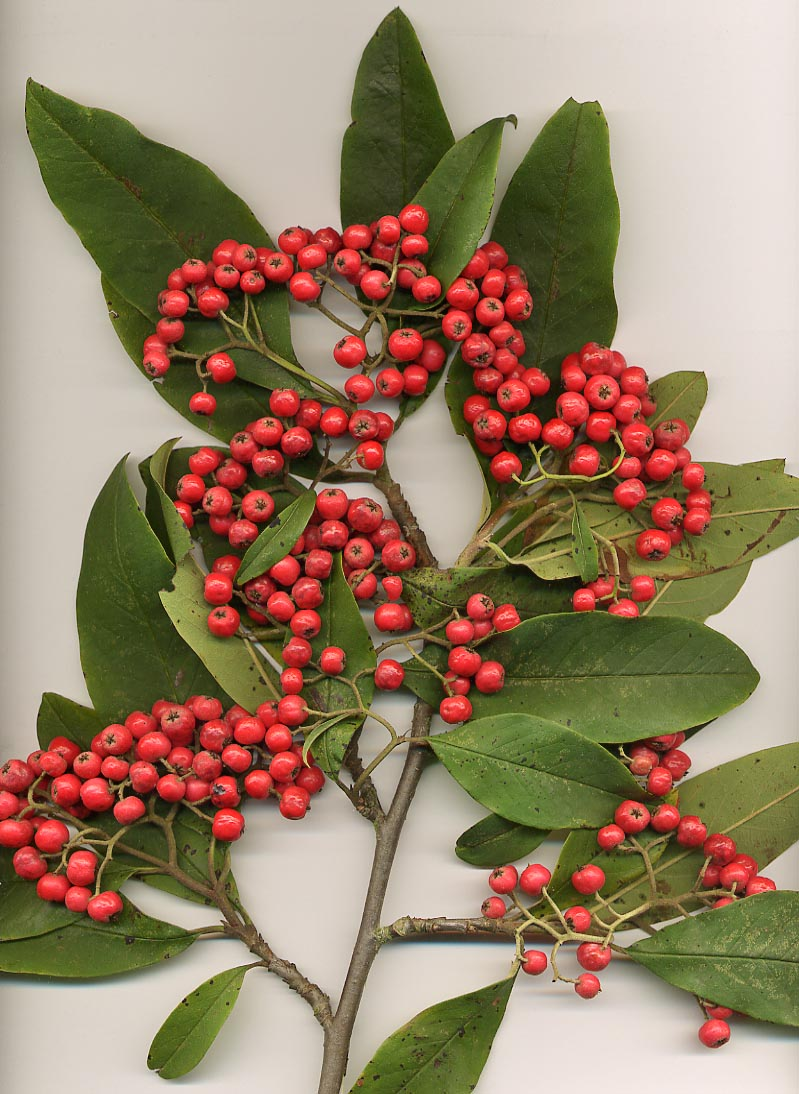
Blätter und Früchte

Die Baum-Zwergmispel ist ein sommergrüner oder wintergrüner, bis zu 10 Meter hoher Strauch oder kleiner, breitkroniger Baum mit breit überhängenden Ästen. Die Zweige sind rötlich braun bis graubraun, anfangs filzig behaart und später verkahlend. Die Laubblätter stehen an aufrechten Trieben spiralig sonst zweizeilig. Der Blattstiel ist 4 bis 7 Millimeter lang und filzig behaart. Die Nebenblätter sind braun, linealisch-lanzettlich, 4 bis 6 Millimeter lang und etwas filzig behaart. Die Blattspreite ist einfach, schmal oval bis eiförmig-lanzettlich, 3,5 bis 8 selten bis 12 Zentimeter lang und 1,5 bis 3 selten bis 4 Zentimeter breit, mit spitzer oder stumpfer manchmal stachelspitziger Blattspitze und keilförmiger oder breit keilförmiger Basis. Die Blattoberseite ist stumpfgrün, meist kahl mit leicht eingesenkten Blattadern; die Unterseite ist anfangs filzig behaart und allmählich verkahlend mit hervortretenden Blattadern.
Die Blüten wachsen in 4 bis 6 Zentimeter langen und 3 bis 5 Zentimeter durchmessenden Schirmrispen aus 20 bis 40 Blüten mit dicht filzig behaarter Blütenstandsspindel. Die Tragblätter sind linealisch-lanzettlich, 3 bis 5 Millimeter lang und filzig behaart. Die Blütenstiele sind ebenfalls filzig behaart und 2 bis 4 Millimeter lang. Die Blüten haben Durchmesser von 6 bis 7 Millimeter. Der Blütenbecher ist glockenförmig oder kurz zylindrisch und außen dicht filzig behaart. Die Kelchblätter sind dreieckig, mit stumpfer Spitze, 1 bis 1,5 Millimeter lang und 1,5 bis 2 Millimeter breit. Die Kronblätter stehen waagrecht. Sie sind weiß, oberseits kahl oder fein behaart, breit-eiförmig oder rundlich, 3 bis 3,5 Millimeter lang und beinahe so breit, mit stumpfer oder selten ausgerandeter Spitze und breit genagelter Basis. Die Oberseite ist an der Basis fein behaart. Die 18 bis 20 Staubblätter sind etwas kürzer als die Kronblätter. Die Spitze des Fruchtknotens ist dicht filzig behaart. Die zwei freistehenden Griffel sind kürzer als die Staubblätter. Die hellroten und elliptischen Früchte haben Durchmesser von 4 bis 5 Millimeter. Je Frucht werden zwei Kerne gebildet. Die Baum-Zwergmispel blüht im März bis Mai, die Früchte reifen von September bis Oktober.
Die Chromosomenzahl beträgt 2n = 34.

## Vorkommen und Standortansprüche
Das natürliche Verbreitungsgebiet liegt im Autonomen Gebiet Tibet, in Bhutan, im Himalaya-Gebiet von Indien und in Nepal. Die Baum-Zwergmispel wächst in Steppen und Trockenwäldern in 2800 bis 3300 Metern Höhe auf trockenen bis frischen, schwach sauren bis stark alkalischen, sandigen, sandig-kiesigen oder sandig-lehmigen, nährstoffreichen Böden an licht- bis halbschattigen Standorten. Die Art ist wärmeliebend, nässeempfindlich und mäßig frosthart.

## Systematik
Die Baum-Zwergmispel (Cotoneaster frigidus) ist eine Art aus der Gattung der Zwergmispeln (Cotoneaster). Sie wird in der Familie der Rosengewächse (Rosaceae) der Unterfamilie Spiraeoideae, Tribus Pyreae der Untertribus der Kernobstgewächse (Pyrinae) zugeordnet. Der Gattungsname Cotoneaster leitet sich vom lateinischen „cotoneum malum“ für die Quitte (Cydonia oblonga) ab. Die Endung „aster“ ist eine Vergröberungsform für Pflanzengruppen, die im Vergleich zu ähnlichen Gruppen als minderwertig betrachtet werden. Das Artepitheton frigidus kommt ebenfalls aus dem Lateinischen und bedeutet „kalt“ und verweist auf den bevorzugten kalten Standort im Hochgebirge.

## Verwendung
Die Baum-Zwergmispel wird aufgrund ihrer bemerkenswerten Früchte manchmal als Ziergehölz verwendet.

## Nachweise